# Giorgio Marengo
Giorgio Marengo (Cuneo, 7 giugno 1974) è un cardinale, vescovo cattolico e missionario italiano, dal 2 aprile 2020 prefetto apostolico di Ulan Bator.

## Biografia
Nasce a Cuneo, città capoluogo di provincia e sede vescovile, il 7 giugno 1974.

### Formazione e ministero sacerdotale
Partecipa agli scout (Gruppo Agesci Torino 18), pratica scherma e si diploma al liceo classico Cavour. Dal 1993 al 1995 frequenta i corsi filosofici presso la Facoltà teologica dell'Italia settentrionale e dal 1996 al 1999 studia teologia alla Pontificia Università Gregoriana a Roma.
Il 24 giugno 2000 emette la professione dei voti per i missionari della Consolata.
Il 26 maggio 2001 è ordinato presbitero, nella chiesa del Beato Giuseppe Allamano in Torino, dal cardinale Severino Poletto.
Nel 2002 consegue la licenza e, nel 2016, il dottorato in missiologia presso la Pontificia università urbaniana, frequentata dal 2000 al 2006.
Inviato missionario in Mongolia dopo l'ordinazione sacerdotale, è il primo rappresentante del suo ordine religioso nel Paese asiatico: lì è parroco di Maria Madre della Misericordia ad Arvajhėėr; dal 2016 e fino alla nomina episcopale è consigliere regionale dell'Asia e superiore dell'ordine per la Mongolia.

### Ministero episcopale e cardinalato

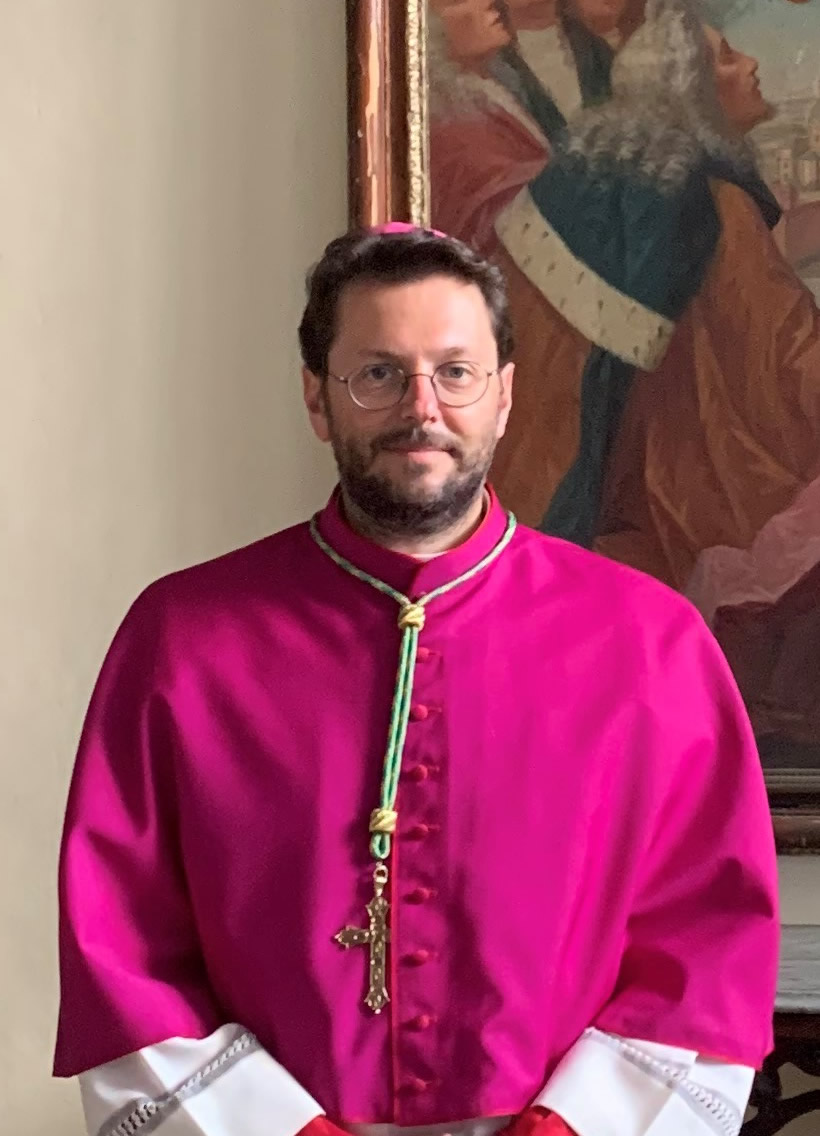
Mons. Marengo il giorno della sua ordinazione episcopale, l'8 agosto 2020.

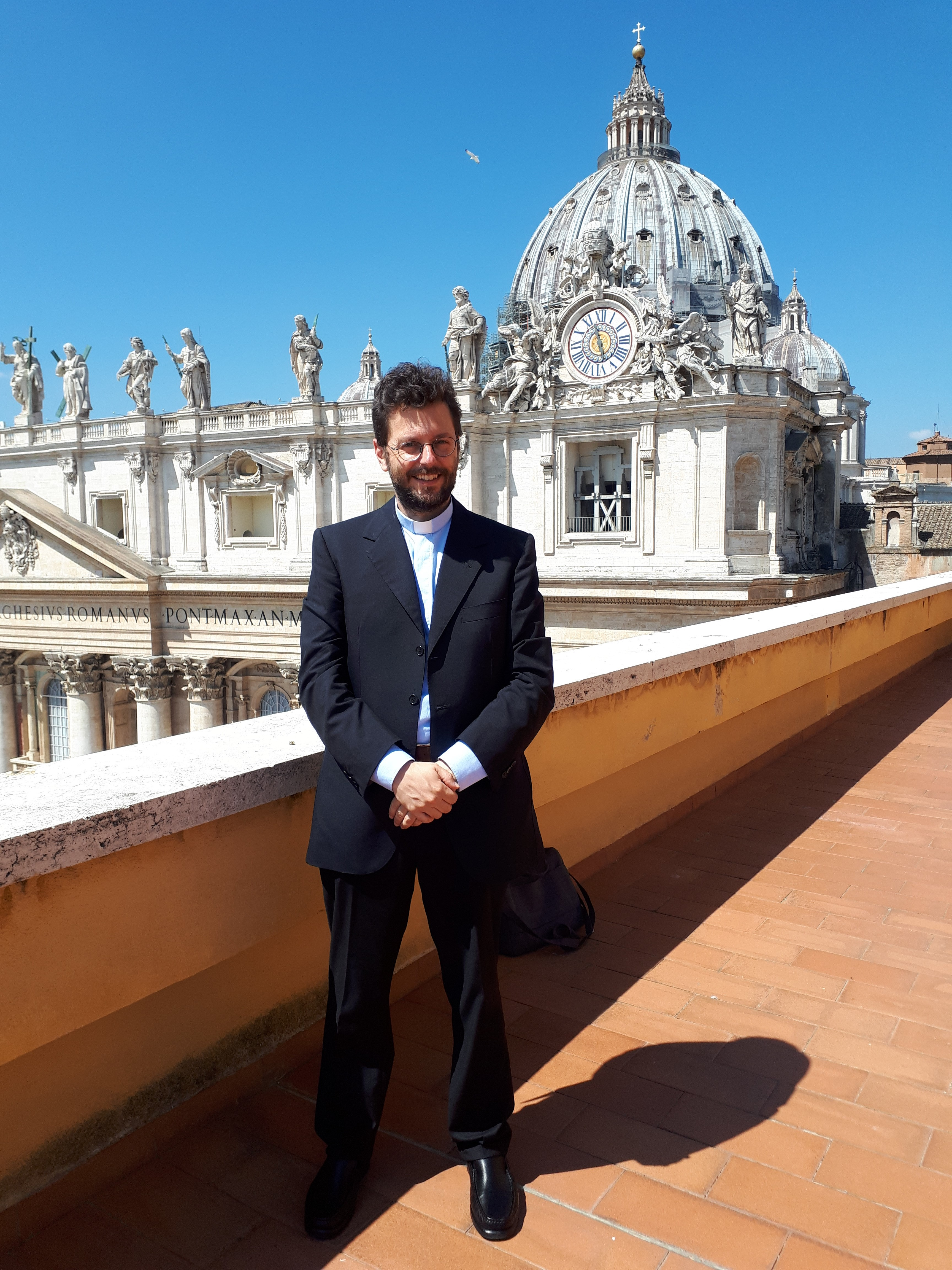
Padre Marengo durante un viaggio a Roma.

Il 2 aprile 2020 papa Francesco lo nomina prefetto apostolico di Ulan Bator e vescovo titolare di Castra Severiana; succede a Wenceslao Selga Padilla, deceduto il 25 settembre 2018.
L'8 agosto 2020 riceve l'ordinazione episcopale, nel santuario della Consolata a Torino, dal cardinale Luis Antonio Tagle, prefetto della Congregazione per l'evangelizzazione dei popoli, co-consacranti Cesare Nosiglia, arcivescovo metropolita di Torino, e il cardinale Severino Poletto, arcivescovo emerito di Torino.
Il 29 maggio 2022, al termine del Regina Caeli, papa Francesco annuncia la sua creazione a cardinale; nel concistoro del 27 agosto seguente lo crea cardinale presbitero di San Giuda Taddeo Apostolo. Il 21 maggio 2023 prende possesso del titolo cardinalizio.
È stato il più giovane vescovo cattolico italiano fino all'8 marzo 2021, giorno della nomina episcopale di padre Christian Carlassare. Fino al 7 dicembre 2024, giorno della creazione cardinalizia di Mykola Byčok, è stato il membro più giovane del collegio cardinalizio.
Il 7 e 8 maggio 2025 ha partecipato come cardinale elettore al conclave che ha portato all'elezione di papa Leone XIV.

## Stemma

Lo stemma di Giorgio Marengo.

### Blasonatura
Partito d'argento e d'azzurro: nel primo, alla figura della Madonna Consolata al naturale; nel secondo, al primo cantone, una croce nestoriana patente e fioronata d'oro; nel secondo cantone, un calice liturgico mongolo d'oro sormontato da un'ostia dello stesso. Lo scudo è timbrato da un galero di rosso, con quindici fiocchi per lato. Sotto lo scudo, su cartiglio d'oro, il motto.

### Motto
Il motto episcopale del cardinale Giorgio Marengo è "Respicite ad eum et illuminamini" (Guardate a lui e sarete raggianti), è riportato nello stemma episcopale e successivamente anche in quello cardinalizio, e rappresenta il riferimento spirituale scelto da Marengo nel suo ministero.
Tratto dalla traduzione latina del salmo 34 nella Vulgata, esprime la centralità della contemplazione di Dio nella vita del credente e nella missione della Chiesa: un invito a volgere lo sguardo a Dio come fonte di luce e gioia per chi Lo segue. 

## Genealogia episcopale
La genealogia episcopale è:
- Cardinale Scipione Rebiba
- Cardinale Giulio Antonio Santori
- Cardinale Girolamo Bernerio, O.P.
- Arcivescovo Galeazzo Sanvitale
- Cardinale Ludovico Ludovisi
- Cardinale Luigi Caetani
- Cardinale Ulderico Carpegna
- Cardinale Paluzzo Paluzzi Altieri degli Albertoni
- Papa Benedetto XIII
- Papa Benedetto XIV
- Cardinale Enrico Enriquez
- Arcivescovo Manuel Quintano Bonifaz
- Cardinale Buenaventura Córdoba Espinosa de la Cerda
- Cardinale Giuseppe Maria Doria Pamphilj
- Papa Pio VIII
- Papa Pio IX
- Cardinale Gustav Adolf von Hohenlohe-Schillingsfürst
- Arcivescovo Salvatore Magnasco
- Cardinale Gaetano Alimonda
- Cardinale Giovanni Cagliero, S.D.B.
- Arcivescovo Guglielmo Piani, S.D.B.
- Arcivescovo José Maria Cuenco
- Arcivescovo Antonio Floro Frondosa
- Cardinale Jaime Lachica Sin
- Cardinale Luis Antonio Tagle
- Cardinale Giorgio Marengo, I.M.C.

## Opere
- Giorgio Marengo, Sussurrare il Vangelo nella terra dell'eterno Cielo blu. Riflessioni missiologiche sull'evangelizzazione in Mongolia, Città del Vaticano, Urbaniana University Press, 2018, ISBN 978-88-401-5048-2.